# Bozner Boden

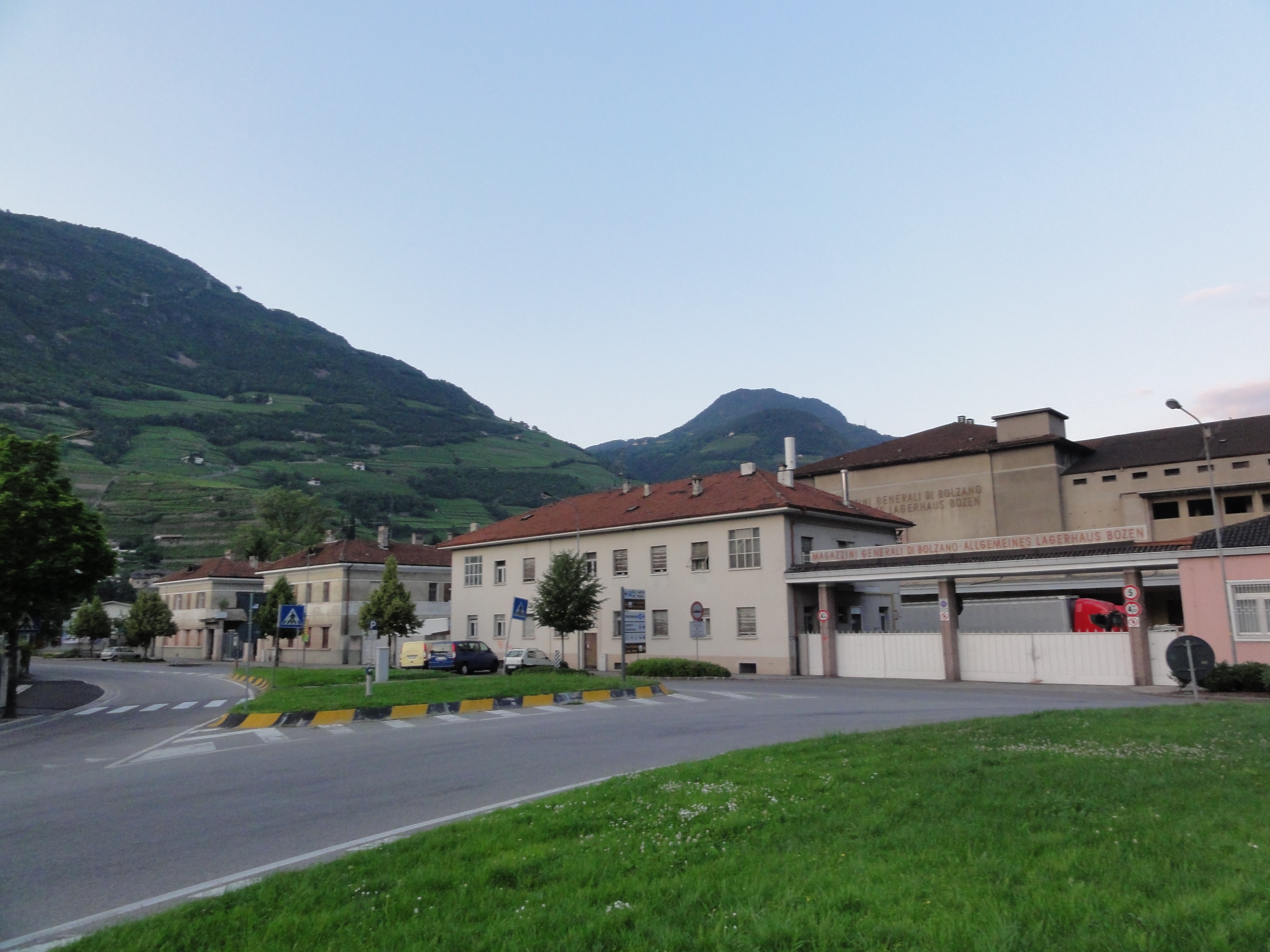
Gewerbegebiet im Bozner Boden, im Bild das 1934 errichtete Allgemeine Lagerhaus, links davon der ehemalige Schlachthof von 1932/34

Der Bozner Boden (früher auch Eisackboden; italienisch Piani di Bolzano) ist ein Stadtteil von Bozen, der Südtiroler Landeshauptstadt. Bis 1911 war er eine fast ausschließlich landwirtschaftlich genutzte Fläche und zählte zur Malgrei Rentsch der alten Landgemeinde Zwölfmalgreien. Im Laufe des 20. Jahrhunderts wurde der Bozner Boden mit einem Gewerbegebiet und Wohnsiedlungen verbaut. Innerhalb Bozens ist er dem Stadtviertel Zentrum-Bozner Boden-Rentsch zugeordnet.

## Lage
Der Bozner Boden nimmt die flachen Talgründe zwischen dem rechten Ufer des Eisack und dem Rittner Berg im äußersten Osten des Bozner Talkessels ein, nahe dem Ausgang des Eisacktals ins Etschtal. Im Westen und Norden wird er von der Trasse der Brennerbahn vom Stadtzentrum Bozens sowie von Rentsch abgetrennt. Im Süden bildet der Eisack die Grenze zum Stadtteil Kampill.

## Gliederung

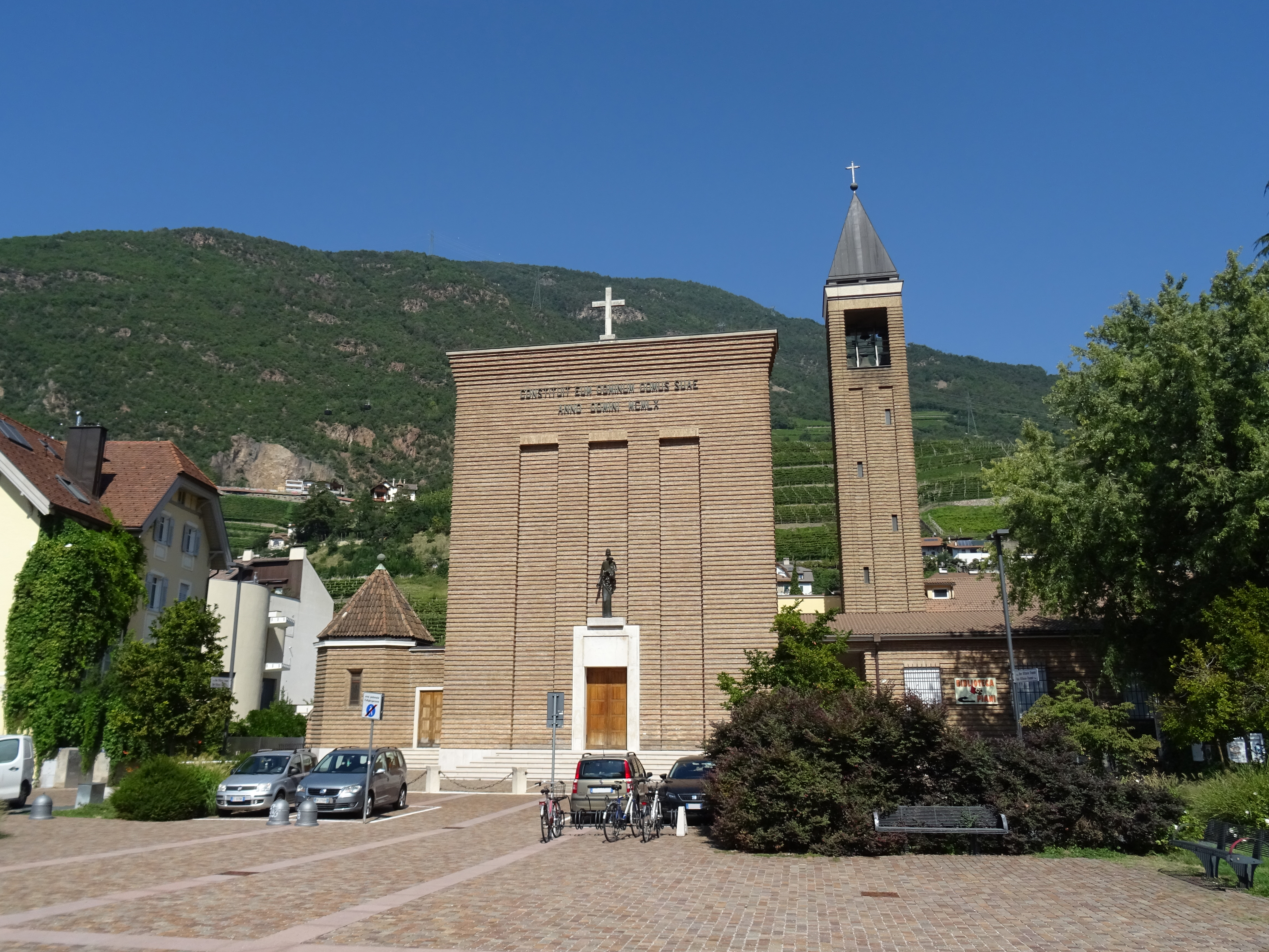
St. Josef

Der Großteil des Bozner Bodens ist heute ein Gewerbegebiet. Weitläufige Flächen werden aber auch von Gleisanlagen des Bahnhofs Bozen besetzt. Die einzige größere Wohnsiedlung befindet sich im Norden des Gebiets rund um die 1955 von Marcello Piacentini entworfene Kirche St. Josef, wo auch eine deutsch- und eine italienischsprachige Grundschule angesiedelt sind.
Der frühere Premstallerhof in der Dolomitenstraße 14 wurde zu einem kommunalen Gemeinschaftszentrum umgebaut, das ein Tagespflegeheim, ein Eltern-Kind-Zentrum, ein Jugendzentrum, einen Mehrzwecksaal und eine öffentliche Freizeitsportanlage mit Kinderspielplatz umfasst.
Zu den alten Weinhöfen des Bozner Bodens rechnen Pfannenstiel und Nusser, letzterer das Heimathaus des NS-Opfers Josef Mayr-Nusser. Die aus dem 13. Jahrhundert stammende Hofstelle Tiefnaler wurde hingegen zu einem Wohnhaus umgebaut.

## Geschichte
Der Bozner Boden war ursprünglich eine extensiv agrarwirtschaftlich genutzte Fläche mit vereinzelten Hofstellen. Er ist bereits im späten 15. Jahrhundert unter den Bezeichnungen „Poden pey Botzenn“ (1497) bzw. „Poden vnder Rentsch gegen dem Eysagk“ (1498) urkundlich bezeugt. Im Jahr 1491 sind als kommunale Baumeister im Boden („pawmaister im Podem“) Hans Gschraffer und Hans Ganzner bezeugt, als örtlicher „wasserschreiber“ fungierte Hans Lantramer. Noch um die Wende vom 19. zum 20. Jahrhundert bestanden hier Wasserschöpfräder, die der Feldbewässerung dienten.
Im späten 19. und in der ersten Hälfte des 20. Jahrhunderts bestand im Bozner Boden die Rebveredlungsanstalt der Stadt Bozen, die Rebsetzlinge abgab.